# 전자레인지

현대 전자레인지 (2016년)

전자레인지(電子range)는 고주파로 가열하는 조리 기구이다. 고주파 전장(電場) 중의 분자가 심하게 진동하여 발열하는 것을 이용한 것으로 빠른 시간에 고르게 가열할 수 있다.
전자레인지라는 이름은 일본에서 만들어 붙인 일본식 조어(일본어: 電子レンジ)로 영어 명칭의 번역은 극초단파 오븐 또는 마이크로웨이브 오븐(microwave oven)이다. 최근에는 '전자 오븐', '광파 오븐' 등의 명칭으로 나오는 제품도 있다.
전자레인지로 조리하는 경우, 조리시간이 짧다. 또 삶는 요리나 찜요리의 경우에는 냄비를 쓰지 않고도 손쉽게 조리할 수 있으며 비타민이 물에 녹아 흘러나가지 않는다는 장점도 있다. 극초단파는 사람 눈에 보이지 않으며 대부분의 물질을 그냥 통과한다. 그러나 자신의 진동수에 의해 공명을 일으키는 물질을 만나면 그 물질에 흡수되면서 분자를 진동시킨다. 대표적인 물질이 바로 물이며 그 다음은 지방, 탄수화물, 단백질의 순이다. 따라서 수분, 습기가 많이 포함된 부분이 먼저 뜨거워져 그 열이 다른 부분으로 전도되는 것이라 할 수 있다.
보통 전자레인지는 일반적으로 전자파로 조리하는 기능 외에 윗부분에 열판을 달아 놓아 복사열로 조리하는 그릴 기능과, 조리실 전체에 열판을 달아 놓아 공기를 데워 조리하는 오븐 기능을 할 수 있는 제품도 있다.
전자레인지는 가정용으로 쓰는 경우가 대부분이지만, 화학 실험용으로도 사용되기도 한다. 화학 실험실에서는 화학 시료의 온도를 빠르게 높이기 위해 사용되며, 매우 작은 크기의 시료용기에 정확하게 전자파를 맞추기 위해 고안된 특수한 전자레인지를 사용한다.

## 역사
1940년 영국 버밍햄대학의 존 란달 경과 해리 부트 박사가 극초단파(microwave) 에너지를 발생시키는 마그네트론을 발명하였다. 이 마그네트론은 원래 제2차 세계대전에 활약하였던 레이다의 개발에 중요한 역할을 하였다. 레이다는 전자파를 발사함과 그 반사파를 측정하면서 대상물과의 거리를 측정하는 장치인데 파장이 짧은 고주파를 사용할 경우 가까운 거리에서 정밀한 측정이 가능해진다. 마그네트론은 이런 극초단파 전자기파를 만들어내는 장치로 레이다 성능 강화에 큰 기여를 하였다.
1945년 미국의 레이다 제작 업체인 레이시온(Raytheon)사에서 일하던 퍼시 스펜서(Percy LeBaron Spencer)는 레이다 장비에 쓰일 마그네트론에 대한 연구를 계속하다가 작동중이었던 마그네트론 옆에 잠시 휴식을 취했는데 간식으로 먹으려고 주머니에 넣어두었던 초콜릿 바가 녹아 버린 것을 보게되었다. 초콜릿 바가 금세 녹아 버린 것을 본 그는 이것이 마그네트론과 연관이 있지 않을까 하는 생각에 다른 음식 재료를 가져와 실험을 해보았다. 첫번째는 팝콘에 쓰일 옥수수를 이용하였는데 마그네트론 출력을 높이자 팝콘이 되어버렸다. 두번째로 쓰인 달걀을 이용했더니 달걀이 터져버렸다.
이 후 여러번의 실험끝에 입증한 결론은 마그네트론 등에 방출되는 극초단파를 수분에 쏘이면 수분의 온도가 올라간다는 것을 알게되었다. 퍼시 스펜서는 이것을 1945년 10월 8일에 특허를 신청하였고, 1947년 레이시온 사는 이것을 기초로 하여  매사추세츠주 보스턴의 한 레스토랑에서 시제품 장치를 테스트 후 첫 상업용 모델을 제작하였다. 이것이 세계 최초의 전자레인지인 "레이다레인지(Radarange)"이다.

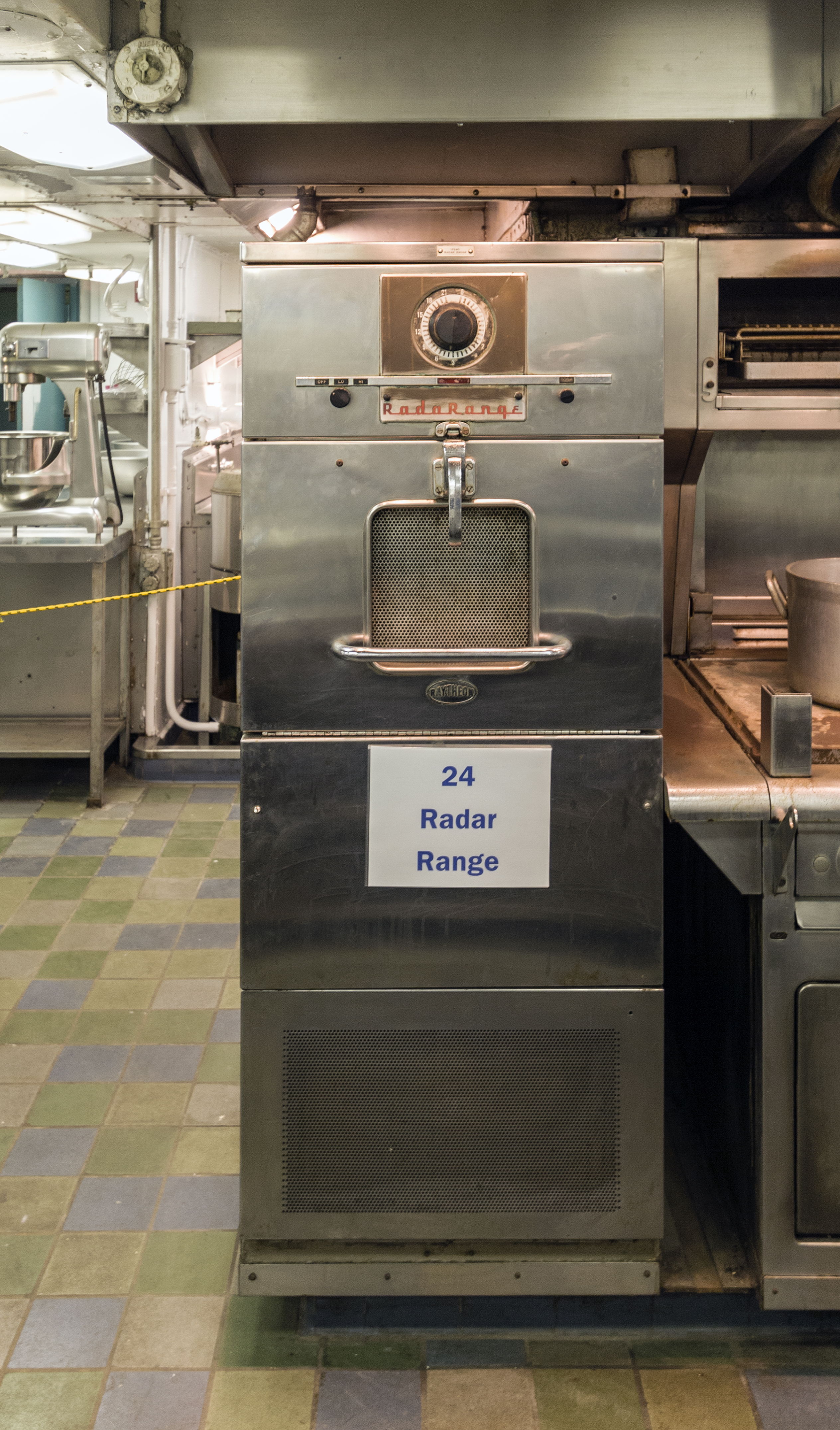
1961년 원자력 선박 NS Savannah에 설치된 레이시온 사의 레이다레인지

1947년 첫 등장한 최초의 상용 전자레인지인 레이다레인지는 높이 약 1.8m (5 피트 1인치), 무게 340 kg(750파운드), 당시 가격은 약 5,000$였다. 오늘날의 화폐 가치로 환산하면 52,273$에 달하는 대단히 비싼 비용이었다. 출력은 3kW이며 마그네트론 장치를 냉각시키기 위해 별도의 수냉 장치도 있었다. 그래서 가정에는 전혀 보급되지 않았다. 이후 1954년 출력을 1.6kW로 줄이고, 가격을 2,000~3,000$ (오늘날 가치로는 17,000~26,000$)로 줄인 전자레인지가 나오고 1955년에는 가정용 보급을 위해 220V의 전자레인지를 내놓았으나 1,295$(오늘날 가치로는 11,285$)의 가격과 여전히 큰 크기로 잘 보급이 안되었다. 1967년에 495$(오늘날 가치로는 3,465$)로 낮추고 싱크대에 놓을 수 있을 정도로 작게 줄어든 오늘날 형태의 가정용 전자레인지가 나왔다. 이후 마그네트론의 대량 생산화로 전자레인지가 널리 보급되면서 점차 가정 부엌의 표준 장비가 되었다.
대한민국에서는 1970년대 초반부터 산학공동연구가 시작되었고, 공식적으로 처음 시판 한 것은 1979년 삼성전자에서 나온 모델이었다.

## 원리
극히 파장이 짧은 전파는 식품의 내부에 침투하고 물분자 회전에 의해 열(熱)이 발생하므로 단시간에 깊은 부분에까지 고르게 가열할 수 있다. 전파에 의한 음식물의 가열 원리를 유전가열(dielectric heating)방식이라 불린다.
물 분자는 수소와 산소 원자로 이루어져 있는데, 수소 원자 쪽이 양전하를 띠고 있고 산소 원자 쪽이 음전하를 띠고 있는 극성 분자이다. 음식물에 마이크로파를 쪼이면 이와 같은 극성 분자는 전자기파의 전기장이 양과 음으로 진동할 때 분자가 양과 음의 방향을 바꾸며 매우 빠르게 회전하여 전자기장을 따라 정렬한다. 분자의 회전에 의해 분자들이 서로 밀고 당기거나 충돌하는데 이러한 운동에너지가 음식물의 온도를 높이게 된다.
전자레인지에서 만들어지는 전자기파로 전기 쌍극자인 물 분자는 매우 강하게 회전한다. 여기서 물 분자가 가장 흡수를 잘하는 공명 주파수는 9,000MHz대이지만 이 주파수에서는 표면의 물 분자가 모두 흡수하여 겉만 타게 된다. 따라서 음식 속에 있는 물분자까지 전자파가 전달되도록 하기 위하여 가정용 전자레인지의 전파의 주파수는 보통 ISM B 대역인 2,400~2,500MHz(2.4 GHz - 2.5 GHz)로 맞춘다. 이러한 단파장의 전파를 일으키기 위해 마그네트론을 사용하며, 소비전력이 크다. 가정용은 소비전력이 700W 또는 1kW(제품에 따라 ±5%오차가 있음.)이며 1.2 kW 정도의 고주파 출력을 발생한다. 가열시간이 짧아도 되기 때문에 단시간에 끊어지는 타이머가 장치되어 있다.
전자레인지는 흔히 발생하는 주파수가 물 분자의 고유 진동수로 공명하여 가열시킨다는 오해가 있지만 위의 설명에서와 같이 실제로는 공명 현상을 이용하지 않는다. 실제로 공업용 전자레인지의 경우 915 MHz에서 작동하기도 하며, 이 대역에서도 정상적으로 음식물이 가열된다.

## 전자레인지의 구조
전자레인지는 '조리실', '전원 장치', '전자파 발생 장치', '냉각팬', '조작부'으로 나뉜다. 각 구간의 세부적인 특성은 아래와 같다.

### 조리실
조리실(Cooking Cavity)은 음식을 조리하는 곳이다. 지름 4mm 이하의 타공으로 흡배기구가 있는 양철에 내식성 코팅이 된 금속 상자로 이뤄진다. 흡기구 방향에는 조리실을 비추는 전구가 있고, 그 옆에 마그네트론의 전파 방출구 덮개가 있다. 전자레인지의 모든 흡배기구가 조그만 타공으로 되어있는 이유는 공기가 통과하면서 전파가 원하지 않는 곳으로 방출되는 것을 막기 때문이다.
조리실의 문(Door and choke)은 안쪽부터 방수 실링-1차 유리 커버-전도성 소재의 약 2mm 지름의 타공으로 된 전파반사제-공기층-도어글래스 순으로 구성된다. 이것들은 전파저감제를 첨가한 실리콘으로 고정하며 접지를 해놓아 전파가 다른 곳으로 방출하는 것을 막는다. 전파반사체는 조리실 내부를 보여주는 한편 전자기파가 외부로 나오는 것을 막는 역할도 한다. 조리실 내부를 카메라로 전송하여 LCD로 다양한 화면을 보여주는 제품도 있다.
조리실에는 음식물을 올려놓는 회전접시(Turntable)가 있다. 조리실에 퍼진 전자파는 직진파와 반사파로 나뉘면서 전자파가 강한 곳과 약한 곳이 생긴다. 따라서 음식이 골고루 익히려면 음식을 회전시켜야 전자파가 고르게 투과된다. 윗부분에 돌아가는 팬도 음식물을 고루 익도록 돕는 역할을 한다.
회전접시의 밑은 회전접시를 회전하기 위한 회전용 전동기가 있으며 일정 토크 이상의 힘이 축에 가해지면 동기화가 풀려 회전자가 멈추고 다시 반대 방향으로 돌아감으로서 시계 방향, 반시계 방향 모두 회전할 수 있다. 전동기의 출력은 약 3~4W이다.

### 전원 장치
전원 장치는 마그네트론에 직류 특고압의 전류를 공급하는 고압 변압기가 설치되어 있다. 여기서 가정 내 교류 전압인 110~220V를 4000V 이상의 고전압으로 변압을 하여 마그네트론에 전류를 전달한다.

### 전자파 발생장치

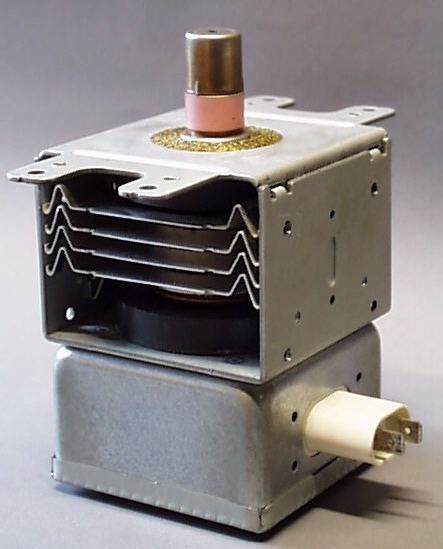
주요부품 마그네트론

전자파 발생장치에는 전자파를 발생시키는 마그네트론이 장착되어 있다.  마그네트론에서 발생하는 전자파는 2.45GHz의 높은 극초단파이다. 이 전자파가 도파관(Waveguide)를 통하여 전자레인지의 조리실 내부에 쏘이게 되면 조리실 내부의 금속으로 된 벽에 반사되어 식품에 흡수된다.

### 냉각팬
조리실 내부나 마그네트론, 변압기 등 전자레인지 내부에서 발생한 열을 제거하는 장치이다.

### 조작부
전자레인지의 시스템을 조작하는 장치로 원하는 시간에 원하는 세기로 음식물을 데울수 있다.

## 사용시 주의점
전자레인지로 음식물을 조리할 때는 도자기나 유리 등 전자파를 통과시킬 수 있는 전용 용기에 담아야 한다. 금속 용기나 알루미늄 포일, 은박을 입힌 종이 등은 전자파를 반사하기에 용기 내부의 음식물을 전혀 가열시키지 못하며 조리실 내의 금속과 접촉에 의한 마찰 부위에서 전자기파의 간섭이 일어나 스파크나 화재가 발생할 수 있으므로 사용하지 말아야 한다.
플라스틱 용기의 경우 열에 의해 녹거나 불에 붙을 우려가 있으므로 사용할 수 없다. 단, 플라스틱 용기 중에서 전자레인지에서 사용 가능하도록 내열 처리가 된 용기는 사용할 수 있다. 플라스틱 용기를 구입시 전자레인지 사용 가능 여부가 적혀 있는지를 필히 확인하여야 한다.
플라스틱을 비롯하여 유기용제 같은 인공 화합물로 만들어진 용기와 포장도 전자레인지로 직접 돌릴 경우 환경호르몬이 배출될 위험이 있으므로 피해야 한다. 컵라면 중에서 발포 스티로폴을 사용하는 용기는 환경호르몬이 쉽게 녹아나올 위험이 있으므로 전자레인지로 조리해서는 안된다.
음식물을 데울 때 수분이 증발되어 건조되는 것을 막기 위해 비닐랩을 씌우기도 하는데 비닐랩으로 완전히 밀폐시킬 경우 내부 압력의 증가로 인해 부풀어 터질 위험이 있으므로 약간의 구멍을 낸 후 조리한다. 시판되는 가정용 비닐랩은 폴리에틸렌 소재이며 폴리에틸렌은 환경호르몬에 대한 위험성이 거의 없고 섭취를 해도 몸에서 바로 배출되므로 다른 인공화합물에 비해 상대적으로 안전한 편이다. 단, 업소에서 아직도 몇몇 곳에서 사용되는 대용량 비닐랩은 환경호르몬의 원인이 되는 가소제가 첨가된 폴리염화비닐(PVC)을 사용하는 경우도 있으므로 주의하여야 한다.
전자레인지로 물만을 넣어 데울 경우 물의 온도가 끓는점을 넘어감에도 기포가 발생하지 않아 끓지 않게 되는데  이를 과열(superheating, 過熱)현상 또는 돌비현상이라고 한다. 여기서 어떠한 물질이 들어가 자극되면 순간적으로 기포가 발생하여 끓게 되므로 주의하여야 한다.
그리고 달걀은 전자레인지의 폭탄이라고 불릴 정도로 크게 터질 위험이 있기 때문에 절대 넣으면 안된다.

## 전자레인지 괴담
전자레인지에 의한 조리가 영양분을 파괴하고 건강에 위험한 물질이 생긴다는 주장이 있다. 전자파가 음식의 구성분자를 뒤섞여 영양분들이 파괴된다는 주장이다. 그러나 이는 과학적 근거가 없는 주장이다. 전자레인지의 전자파는 수분만을 진동시켜서 열을 가하는 역할만 한다. 러시아에서 전자레인지 사용이 금지되었다는 것도 사실이 아니다. 오히려 전자레인지는 조리 시간이 짧아 영양분 보존에 유리하다. 그리고 전자레인지로 데운 음식에 마이크로파가 잔류하여 이것이 암을 유발하거나, 전자레인지로 데운 물을 화분에 주면 식물이 죽었다는 등의 괴담이 생기기도 하였으나 과학적 근거가 없는 거짓으로 밝혀졌다. 다만, 요리사들은 극히 드문 몇몇 예외 빼고는 하나같이 전자레인지를 매우 싫어하고 심지어 그것을 사람들에게 어필하는데, 그것은 물론 일반인들에게 태우지 않고 고르게 가열가능하며, 매우 손쉽게 조리 가능하게 해주는 방법을 전자레인지가 주기 때문에 싫어할 수 밖에 없다. 결국 밥그릇 챙기기용 낭설일 뿐이므로 전자레인지는 까지 않은 계란을 가열하는 등의 위험한 행동만 하지 않는다면 걱정없이 써도 된다. 물론, 전자레인지로 요리된 음식이 안전하다는 것이지 전자레인지가 발생시키는 파동은 굳이 쬘 필요가 없으므로 조리시 바로 앞에 붙어있지 말자.

## 같이 보기
- 전기레인지
- 인덕션레인지
- 가스레인지